# Antoni Stanisław Czetwertyński-Światopełk
Le prince Antoni Stanisław Czetwertyński-Światopełk, né en 1748 et mort exécuté sommairement le 28 juin 1794 à Varsovie, est un homme politique polonais.

## Biographie
Membre de la confédération de Targowica en 1792, il est emprisonné lors du soulèvement de Varsovie (avril 1794) durant l'insurrection de Kosciuszko et exécuté par la foule lors de la journée du 28 juin 1794, ainsi que d'autres prisonniers considérés comme des traîtres.
Sa fille Marie a été la maîtresse et la favorite d'Alexandre Ier de Russie.